# Neliopisthus ocellatus
Neliopisthus ocellatus là một loài tò vò trong họ Ichneumonidae.